# Віньковецький заказник
Вінькове́цький зака́зник — ботанічний заказник місцевого значення в Україні. Об'єкт природно-заповідного фонду Хмельницької області.
Розташований у межах Віньковецької селищної громади Хмельницького району Хмельницької області, на захід від смт Віньківці.
Площа 14,5 га. Статус присвоєно згідно з рішенням сесії обласної ради народних депутатів від 28.10.1994 року № 7. Перебуває у віданні ДП «Ярмолинецький лісгосп» (Віньковецьке л-во, кв. 49).
Статус присвоєно для збереження частини лісового масиву з високопродуктивними насадженнями дуба.